# Laurentius-Kirche (Schledehausen)

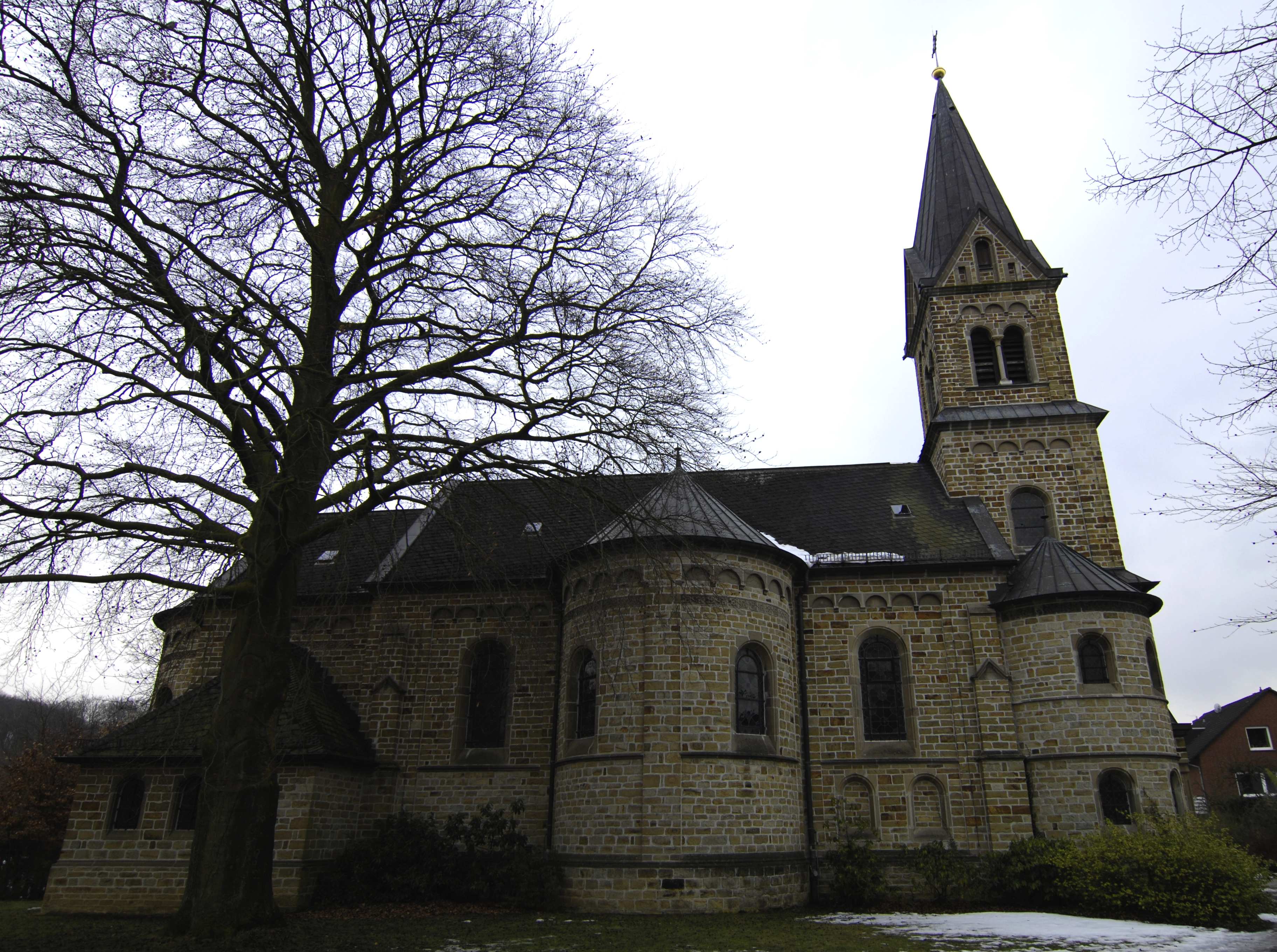
Laurentius-Kirche

Die katholische, denkmalgeschützte Laurentius-Kirche steht im Ortsteil Schledehausen der Gemeinde Bissendorf im Landkreis Osnabrück von Niedersachsen. Die Kirchengemeinde gehört zum Dekanat Osnabrück-Süd im Bistum Osnabrück.

## Beschreibung
Die neuromanische Saalkirche aus Quadermauerwerk wurde 1894–98 von Franz Xaver Lütz gebaut. Bis dahin wurde die heute rein evangelisch-lutherische alte Laurentiuskirche gemeinsam benutzt. Die neue Laurentiuskirche besteht aus dem Kirchturm im Westen, dem Langhaus aus 3 Jochen, den am mittleren Joch angebauten Apsiden und dem eingezogenen Chor im Osten, an den eine halbrunde Apsis angebaut ist. Das Langhaus und der Chor sind mit Satteldächern, die Apsiden mit Teilen eines Kegeldaches und der Turm mit einem achtseitigen Zeltdach bedeckt. Im obersten Geschoss des Turms befindet sich der Glockenstuhl mit drei Kirchenglocken hinter den als Biforien ausgebildeten Klangarkaden. 
Zur Kirchenausstattung gehören ein um 1430 entstandenes großes Altarretabel und ein Taufbecken aus dem 13. Jahrhundert.